# Liste des guerres de l'Iran
Cette liste regroupe les guerres et conflits ayant vu la participation de l'Iran. Voici une légende facilitant la lecture de l'issue des guerres ci-dessous :
- Victoire iranienne
- Défaite iranienne
- Autre résultat (par exemple un traité ou une paix sans un résultat clair, un statu quo ante bellum, un résultat inconnu ou indécis)
- Conflit en cours

## Dynastie Kadjar
| Début             | Fin             | Nom du conflit                         | Belligérants              | Belligérants                                | Lieu                          | Issue |
| Début             | Fin             | Nom du conflit                         | Alliés (y compris l'Iran) | Ennemis                                     | Lieu                          | Issue |
| ----------------- | --------------- | -------------------------------------- | ------------------------- | ------------------------------------------- | ----------------------------- | --- |
| 22 juin 1804      | 24 octobre 1813 | Guerre russo-persane de 1804-1813      | Perse                     | Empire russe                                | Transcaucasie                 | Victoire russe Traité de Golestan (1813)                                                                        |
| 10 septembre 1821 | 23 juillet 1923 | Guerre turco-persane de 1821-1823 (en) | Perse                     | Empire ottoman                              | Irak, Anatolie                | Statu quo ante bellum Traité de Erzurum (1823)                                                                  |
| 8 juillet 1826    | 2 février 1828  | Guerre russo-persane de 1826-1828      | Perse                     | Empire russe                                | Transcaucasie, Nord de l'Iran | Victoire russe Traité de Turkmanchai (1828) L'Iran perd l'Arménie et l'Azerbaïdjan au profit de l'Empire russe. |
| 1er novembre 1856 | 4 avril 1857    | Guerre anglo-perse                     | Perse                     | Royaume-Uni de Grande-Bretagne et d'Irlande | Iran                          | Victoire britannique Traité de Paris (1857)                                                                     |

## Dynastie Pahlavi
| Début         | Fin               | Nom du conflit                         | Belligérants                   | Belligérants | Lieu | Issue                                                                                                 |
| Début         | Fin               | Nom du conflit                         | Alliés (y compris l'Iran)      | Ennemis | Lieu | Issue                                                                                                 |
| ------------- | ----------------- | -------------------------------------- | ------------------------------ | --- | ---- | --- |
| 25 août 1941  | 17 septembre 1941 | Invasion anglo-soviétique de l'Iran    | Iran                           | Royaume-Uni Union soviétique | Iran | Victoire alliée                                                                                       |
| Novembre 1945 | 15 décembre 1946  | Crise irano-soviétique                 | Iran                           | Gouvernement populaire d'Azerbaïdjan République de Mahabad Union soviétique                                                                                       | Iran | Victoire iranienne Dissolution de la République de Mahabad et du Gouvernement populaire d'Azerbaïdjan |
| 9 juin 1965   | 11 mars 1976      | Guerre du Dhofar (Rébellion du Dhofar) | Oman Iran Jordanie Royaume-Uni | Front de libération du Dhofar Front populaire de libération du Golfe arabique occupé (jusqu'en 1974) Front populaire pour la Libération d'Oman (à partir de 1974) | Oman | Victoire gouvernementale Modernisation de l'Oman                                                      |

## République islamique d'Iran
| Début             | Fin          | Nom du conflit                              | Belligérants | Belligérants                 | Lieu          | Issue                                                |
| Début             | Fin          | Nom du conflit                              | Alliés (y compris l'Iran) | Ennemis                      | Lieu          | Issue                                                |
| ----------------- | ------------ | ------------------------------------------- | --- | ---------------------------- | ------------- | ---------------------------------------------------- |
| 22 septembre 1980 | 20 août 1988 | Guerre Iran-Irak (Première guerre du Golfe) | Iran | Irak                         | Iran, Irak    | Échec de l'offensive irakienne Statu quo ante bellum |
| 15 mars 2011      | en cours     | Guerre civile syrienne                      | Syrie Hezbollah Iran | CNFOR État islamique PYD     | Syrie         | -                                                    |
| 19 septembre 2014 | en cours     | Guerre contre l'État islamique              | Coalition internationale : Allemagne Arabie saoudite Australie Bahreïn Belgique Canada Danemark Égypte Émirats arabes unis Espagne États-Unis France Irak Italie Jordanie Koweït Liban Nouvelle-Zélande Pays-Bas Qatar Royaume-Uni Turquie Syrie Iran | État islamique               | Syrie et Irak | -                                                    |
| 1er avril 2024    | En cours     | Conflit Iran-Israël Guerre Iran-Israël      | Iran | Israël États-Unis d'Amérique | Israël, Iran  | En cours                                             |